# Koremaster evaulus
Koremaster evaulus is een kamster uit de familie Astropectinidae.
De wetenschappelijke naam van de soort werd, als Dytaster evaulus, in 1913 gepubliceerd door Walter Kenrick Fisher.